# Anna Katharina Stoll
Pour les articles homonymes, voir Stoll.
Anna Katharina Stoll (née le 17 novembre 1980 à Berlin) est une chanteuse et animatrice de télévision.

## Biographie
Stoll commence la danse à cinq ans. Elle poursuit des études auprès de Tatiana Gsovsky et de l'école R. Lekovic. De 2001 à 2008, elle fait partie du ballet de la MDR. Elle est alors repérée par des agents d'Universal.
En collaboration avec le producteur et compositeur André Franke, elle sort un premier single Kann es sein en 2005. Elle fait sa première apparition à la télévision dans Winterfest der Volksmusik le 12 février 2005.
Quatre ans après, elle sort son premier album Mit Herz und Kopf. Le premier single extrait Wenn Du diesen Brief liest atteint la 93e place des ventes en mai 2009.
Anna Katharina Stoll fait en 2008 une figuration dans le film Gangs. De plus, elle chorégraphie et dirige les scènes de danse et prépare les jeunes actrices Emilia Schüle et Sina Tkotsch ainsi que le groupe de danse.
Depuis 2012, elle est animatrice de Juwelo.

## Source de la traduction
- (de) Cet article est partiellement ou en totalité issu de l’article de Wikipédia en allemand intitulé « Anna Katharina Stoll » (voir la liste des auteurs).